# Keiren Westwood
Keiren Westwood, född 23 oktober 1984, är en irländsk fotbollsmålvakt som spelar för Sheffield Wednesday och Irlands fotbollslandslag.